# Пулчно
Пулчно (пол. Półczno, нім. Polschen, 1937-45: Kniprode) — село в Польщі, у гміні Студзениці Битівського повіту Поморського воєводства.
Населення — 465 осіб (2011).
У 1975-1998 роках село належало до Слупського воєводства.

## Демографія
Демографічна структура станом на 31 березня 2011 року:
|          | Загалом | Допрацездатний вік | Працездатний вік | Постпрацездатний вік |
| -------- | ------- | ------------------ | ---------------- | -------------------- |
| Чоловіки | 238     | 65                 | 162              | 11                   |
| Жінки    | 227     | 64                 | 131              | 32                   |
| Разом    | 465     | 129                | 293              | 43                   |